# Roland de Montrichard
 (mai 2021).
Roland de Montrichard né en 1586 probablement à Nozeroy et mort en 1641 à Ornans, est un aristocrate et militaire comtois durant la guerre de Dix ans. Il fut également Gentilhomme de la Chambre du Prince d'Orange et gouverneur de la ville de Nozeroy.

## Biographie
Roland de Montrichard naît en 1586 dans une ancienne famille noble du Comté de Bourgogne, originaire de Nans sous Sainte-Anne dans l'actuel département du Doubs. Il est issu d'une longue lignée de militaires servant dans l'armée espagnole. Son père Gérard est mestre de camp et gouverneur de la ville de Nozeroy et sa mère provient d'une famille de parlementaire.  
La Franche-Comté est alors sous allégeance des Habsbourg. Son arrière-grand-père Claude de Montrichard est l'ami, le chambellan et le mestre d'hôtel de Philibert de Chalon (Prince d'Orange). Il ira à ce titre négocier pour lui, à plusieurs reprises, auprès de l'empereur Charles Quint.  
Louis XIII conseillé par le cardinal de Richelieu décide de se lancer à la conquête de la région, c'est la guerre de Dix ans (1634-1644). Roland de Montrichard est mentionné comme capitaine en poste dans le bailliage d'amont en 1632. En janvier 1637 il commande 300 mousquetaires lors des campagnes de Bresse et de Bugey. Ces campagnes sont considérées comme les principales victoires du comté de Bourgogne sur le Royaume de France, avant que ce dernier ne vienne anéantir définitivement l'armée comtoise menée Gérard de Watteville à la bataille de Cornod.  
Le maréchal de Guébriant envoyé par Louis XIII va faire le siège de Nozeroy en février 1639. Après une âpre résistance, une brèche est faite dans ses murs. Roland de Montrichard capitule le 4 février. 
On le retrouve ensuite au sein du régiment de corps-franc du baron d'Arnans où il est sergent-major, équivalent actuel du grade de commandant. Ce régiment était célèbre par sa cruauté et ses rapines, tant envers les Français que ses compatriotes comtois. Victimes de représailles, il est assassiné avec sa femme près de la halle d'Ornans en 1641.

## Famille et Descendance
Il épousa en 1615 Marguerite de Trieste (-1627), demoiselle d'honneur d'Éléonore de Bourbon-Condé, princesse d'Orange. Il eut pour enfants : 
- Philippe-Guillaume de Montrichard (1616-1688),
- Jean-Claude de Montrichard, chanoine de Baume les Messieurs,
- Jeanne-Philiberte de Montrichard, mariée en 1640 à Pierre du Pin-Jusseau,
- Jean-Ernest de Montrichard, tué à la guerre sans postérité,
- Jean-Michel de Montrichard (-1652), tué à la guerre sans postérité en 1652, et
- Louise-Christine de Montrichard mariée à Frédéric de Tournon.